# Friedrich Bretschneider (Politiker)
Friedrich Bretschneider (* 6. März 1884 in Braunschweig; † 4. Februar 1952 ebenda) war ein deutscher Politiker (DVP).

## Leben
Nach dem Schulbesuch absolvierte Bretschneider von 1898 bis 1901 eine Kontoristenlehre in einer Braunschweiger Nähmaschinenfabrik, bei der er im Anschluss als Kontorist und Buchhalter beschäftigt wurde. Von 1914 bis 1916 war er bei der Firma Büssing tätig. Von 1916 bis 1918 arbeitete er als Bürovorsteher beim Verband Niedersächsischer Arbeitsnachweise.
Bretschneider trat vor 1914 in die nationale Jugendorganisation ein und war von 1918 bis 1919 Geschäftsführer des Deutschen Handlungsgehilfenverbandes Braunschweig. Er schloss sich der DVP an und war von 1919 bis zu seiner Entlassung im April 1933 deren hauptamtlicher Landesgeschäftsführer im Freistaat Braunschweig. Darüber hinaus war er Mitglied im Stahlhelm, Bund der Frontsoldaten.
Im Oktober 1921 rückte Bretschneider für den ausgeschiedenen Abgeordneten Gustav Braune in den Braunschweigischen Landtag nach, dem er bis 1927 angehörte, von 1921 bis 1922 als Mitglied der Fraktion des Landeswahlverbandes, von 1922 bis 1924 als Mitglied der Fraktion DVP und Wirtschaftsverband (DVP/WV) und von 1924 bis 1927 als Mitglied der Fraktion Parlamentarische Arbeitsgemeinschaft der nationalen Parteien und des Wirtschaftsverbandes (Parlamentarische AG).